# Trickblende
Die Trickblende ist eine Variante der Überblendung im Filmschnitt. Sie wird heutzutage, außer in Animationsfilmen, oft nur noch als Verweis oder Hommage an den Hollywood- und Serienstil der 1930er und 1940er Jahre verwendet. So verwendete z. B. George Lucas in Star Wars schräg verlaufende Wischblenden als Hommage an die B-Studio Serien, von denen der Film inspiriert war.
Wisch- und Trickblenden treten in den verschiedensten Varianten auf, sie können sich in jeder Richtung bewegen und jede Gestalt dazu benutzen, um eine Einstellung aus einer anderen hervorgehen zu lassen. Zum Beispiel kann ein Bild wie eine Art Vorhang über das andere fallen, oder sich in Form eines Schlüssellochs von der Bildmitte her ausdehnen oder zusammenziehen, bis das erste Bild nicht mehr zu sehen ist. Teilweise werden Rahmen dazu verwendet, die Einstellungen voneinander abzutrennen oder die Form der Blende zu verdeutlichen. Durch einen Schiebetrick wird der Eindruck erweckt, dass eine Einstellung die andere aus dem Bild schiebt. Oft wird auch ein Element des Bildes als Anlass für eine Trickblende genommen, wenn beispielsweise ein Bus durch das Bild fährt und die nächste Einstellung praktisch mitzieht.